# Sazba elektřiny
Sazba elektrické energie definuje profil využívání elektřiny v daném odběrném místě. Hierarchicky jsou sazby rozdělovány na domácnosti a maloodběratele a dále pak podle využití elektřiny. Sazby pro domácnosti začínají prefixem D, zatímco sazby pro maloodběratele začínají prefixem C. V České republice jsou tři distributoři elektrické energie: ČEZ Distribuce, PRE Distribuce, EG.D, kteří mají na starosti distribuci elektřiny a přepínání nízkého resp. vysokého tarifu. Podmínky pro přiznání jednotlivých distribučních sazeb stanovuje cenové rozhodnutí Energetického regulačního úřadu č. 9/2009.

## Popis a využití jednotlivých distribučních sazeb elektřiny
Podle charakteru sazby se určuje cena za distribuci elektřiny. Existují také specifické sazby využívané např. pouze pro víkendový provoz apod.  Sazby začínající písmenem D platí pro domácnosti, sazby začínající písmenem C platí pro podnikatele (maloodběratele). 
Distribuční sazby se dělí na jednotarifové a dvoutarifové. U jednotarifových dochází k odběru elektřiny pouze ve vysokém tarifu, u dvoutarifových se střídá odběr ve vysokém (dražším) a nízkém (levnějším) tarifu. Pro přiznání jednotarifových sazeb není nutné splnit nějaké zvláštní podmínky. U dvoutarifových je nutné splnit technické požadavky.
- D01d, D02d (C01d, C02d, C03d) – Jednotarifový produkt pro běžně vybavené odběrné místo (OM) kombinovatelný s distribučními sazbami pro nižší a střední roční spotřebu. Mezi domácnostmi je nejrozšířenější distribuční sazbou D02d.[5]
- D25d, D26d (C25d, C26d) – Dvoutarifový produkt určený pro akumulační vytápění a ohřev teplé užitkové vody kombinovatelný s distribučními sazbami pro nižší a střední roční spotřebu.
- D27d (C27d) – Dvoutarifový produkt určený pro odběrná místa, u nichž žadatel věrohodným způsobem doloží vlastnické právo, případně užívací právo (leasing apod.) k elektromobilu. Časové vymezení doby platnosti nízkého tarifu je v délce minimálně 8 hodin denně v době od 18.00 hodin do 8.00 hodin.

- D35d (C35d) – Dvoutarifový produkt určený pro hybridní vytápění a ohřev teplé užitkové vody kombinovatelný s distribuční sazbou s operativním řízením doby platnosti nízkého tarifu.
- D45d, D57d (C45d) – Dvoutarifový produkt pro elektrické vytápění kombinovatelný s distribuční sazbou s operativním řízením doby platnosti nízkého tarifu po dobu 20 hodin.
- D55d, D56d (C55d, C56d) – Dvoutarifový produkt pro vytápění tepelným čerpadlem kombinovatelný s distribučními sazbami s operativním řízením doby platnosti nízkého tarifu po dobu 22 hodin.
- D61d – Dvoutarifový produkt kombinovatelný s distribuční sazbou ve víkendovém režimu. Nízký tarif je možné odebírat od pátku 12:00 do neděle 22:00[6]. Není nutné mít nainstalovaný žádný speciální elektrospotřebič jako v případě jiných dvoutarifních sazeb. Tato sazba se hodí pro chataře a chalupáře[7].
- C62d – Speciální sazba pro veřejné osvětlení.
- C60d – Speciální sazby pro neměřené odběry - určená pro hlásiče policie, poplachové sirény a pro podobná zařízení, kde odběr elektřiny je nepatrný a provoz výjimečný.
- C61d – Speciální sazby pro neměřené odběry - určená pro odběry s konstantním trvalým odběrem, např. pro účely poskytování služby internetu.